# 吉塚站
吉塚站（日语：／ Yoshizuka eki */?）是位於福岡縣福岡市博多區吉塚本町，九州旅客鐵道（JR九州）的車站。車站編號中，鹿兒島本線為JA01，篠栗線為JA01。

## 概要
在JR九州車站中，此站最接近福岡縣廳。此站是鹿兒島本線的所屬線，並與篠栗線構成2路線的轉乘站。篠栗線在路線名稱上為終點站，在運輸系統上所有列車均經鹿兒島本線前往博多站。在運輸系統上，此站是「福北豐線」（黑崎站至直方站至博多站之間）的車站。在日本國有鐵道（國鐵）時代，此站為勝田線的起點站。曾經西鐵福岡市內線（吉塚線）駛入此站。
吉塚站至博多站之間，設有鹿兒島本線上下行線和篠栗線（福北豐線）單線並行，在通勤、上學時段中，會看到鹿兒島本線列車與福北豐線列車在同一方向並行的情景。吉塚站至博多站之間的篠栗線路軌是在1991年（平成3年）3月16日時間表修正中開始使用。在此之前，由於博多站的月台容量上的關係，當時設有篠栗線列車於此站作為終點站或起點站。
現時，所有普通、快速列車停站，在早上和晚上部分特急列車停站。在第一代的快速通過此站，後來整合至特別快速後，第二代快速於1982年（昭和57年）3月1日起部分班次停站，在同年11月15日所有快速列車均停站。而當時的香椎線直通普通列車（博多站至西戶崎站之間）不停此站。在1985年（昭和60年）3月14日起部分特急停站，因此有一段時間為「部分特急與所有快速停站，部分普通通過的車站」。在九州新幹線全線開業前數年之間，為了方便前往縣廳，部分特急「有明」會從此站出發或到達。截至2019年3月，平日只有特急「鷗104號」以此站為終點站（博多站至此站之間為普通列車）。

## 歷史
- 1904年（明治37年）
  - 6月19日 - 九州鐵道（第一代）吉塚至篠栗站之間（篠栗線的前身）開通，此站啟用，為臨時車站。
  - 10月25日 - 車站遷移，車站正式啟用。
- 1907年（明治40年）7月1日 - 九州鐵道（第一代）被國有化，成為帝國鐵道廳。
- 1912年（明治45年）1月25日 - 博多電氣軌道（日语：博多電気軌道）（後來為西鐵福岡市內線）千代町至吉塚站前至三角開通。
- 1919年（大正8年）5月20日 - 筑前參宮鐵道（日语：筑前参宮鉄道）箱崎至新志免（後來為志免站）之間開通。
- 1942年（昭和17年）9月19日 - 筑前参宮鐵道合併，成為西日本鐵道宇美線。
- 1944年（昭和19年）5月1日 - 西日本鐵道宇美線被收購，成為運輸通信省勝田線。
- 1959年（昭和34年）3月3日 - 西鐵福岡市內線（吉塚線）吉塚站前至三角之間廢止。
- 1963年（昭和38年）12月1日 - 吉塚至博多至竹下站之間走線改變，使車站距離改變。
- 1973年（昭和48年）1月5日 - 西鐵福岡市內線（吉塚線）千代町至吉塚站前之間廢止。
- 1985年（昭和60年）4月1日 - 勝田線全線廢止。
- 1987年（昭和62年）
  - 2月5日 - 綠色窗口開始營運[3]。
  - 4月1日 - 伴隨國鐵分割民營化，車站由九州旅客鐵道（JR九州）營運[4][5]。
- 2004年（平成16年）3月13日 - 箱崎至博多站之間的連續高架化工程完成，此站高架化[6]。
- 2009年（平成21年）3月1日 - 此站可以使用IC卡「SUGOCA」[7]。
- 2019年（平成31年）4月1日 - 車站業務由JR九州服務支援（日语：JR九州サービスサポート）負責，成為業務委託車站[8]。
- 2022年3月12日：停用綠色窗口，改為使用指定席劵發售機[9]。

## 車站構造
車站是一座高架車站，設有1面1線的單式月台和2面4線的島式月台，共合3面5線的混合式月台。此站位於JR特定都區市內制度中，「福岡市內」的車站。
基本上，香椎、小倉方向的列車使用1號月台，博多、鳥栖方向的列車使用3號月台，2號月台是從此站出發或到達的列車使用，篠栗、飯塚方向的列車使用4號月台，從篠栗線前往博多方向的列車使用5號月台。當中2、4、5號月台可兩方向出發。
車站內設有「驛町1丁目吉塚（前FRIESTA）。
此站是由JR九州鐵道營業管理的業務委託車站，設有自動閘機，也可使用「SUGOCA」IC卡；不過因為精簡人手，2022年3月12日起停用綠色窗口，改為全面使用指定席劵發售機。
車站北邊設有「吉塚電留線」，可容納長列列車，一共設有3條留置線。另外，此站旁曾經在東邊設有吉塚機關區，隨著車站高架化，機關區遷移至前箱崎站（高架化後車站大樓南邊）。「吉塚電留線」主要是讓來往博多站的特急列車（長崎本線、久大本線方向的列車）留置。

### 月台
| 月台 | 路線       | 上下行 | 方向             | 備註                    |
| ---- | ---------- | ------ | ---------------- | ----------------------- |
| 1    | 鹿兒島本線 | 上行   | 福間、小倉方向   | 包括大分方向的特急      |
| 2・3 | 鹿兒島本線 | 下行   | 博多、久留米方向 | 2號月台為從此站出發使用 |
| 4    | 福北豐線   | 上行   | 篠栗、直方方向   |                         |
| 5    | 福北豐線   | 下行   | 前往博多         |                         |

- 福北豐線是使用旅客資訊上的名稱（愛稱）。

## 使用狀況
在2018年（平成30年）度，1日平均乘車人次為14,886人。近年使用人次繼續增加，在2009年度突破1萬人。
以下為近年1日平均乘車人次：
| 乘車人次變遷       | 乘車人次變遷 |
| 年度               | 1日平均人次  |
| ------------------ | ------------ |
| 1991年（平成03年） | 5,794        |
| 1992年（平成04年） | 6,009        |
| 1993年（平成05年） | 6,428        |
| 1994年（平成06年） | 6,864        |
| 1995年（平成07年） | 7,083        |
| 1996年（平成08年） | 7,691        |
| 1997年（平成09年） | 7,837        |
| 1998年（平成10年） | 7,978        |
| 1999年（平成11年） | 8,109        |
| 2000年（平成12年） | 8,183        |
| 2001年（平成13年） | 8,383        |
| 2002年（平成14年） | 8,952        |
| 2003年（平成15年） | 9,149        |
| 2004年（平成16年） | 9,174        |
| 2005年（平成17年） | 9,298        |
| 2006年（平成18年） | 9,357        |
| 2007年（平成19年） | 9,561        |
| 2008年（平成20年） | 9,800        |
| 2009年（平成21年） | 10,234       |
| 2010年（平成22年） | 10,698       |
| 2011年（平成23年） | 11,424       |
| 2012年（平成24年） | 11,775       |
| 2013年（平成25年） | 12,332       |
| 2014年（平成26年） | 12,614       |
| 2015年（平成27年） | 13,457       |
| 2016年（平成28年） | 13,812       |
| 2017年（平成29年） | 14,445       |
| 2018年（平成30年） | 14,886       |

## 車站周邊
在1981年遷移後，車站距離福岡縣廳只有600米，為國鐵、JR九州車站中，最近福岡縣廳的車站。縣廳舍西邊為九州大學醫院與醫、齒、藥部。車站周邊為公寓。

### 西出口
- 福岡縣道550號濱新建堅粕線（日语：福岡県道550号浜新建堅粕線）
- Sunny（日语：サニー (スーパーマーケット)） 吉塚站前店
- 西鐵巴士（日语：西鉄バス） 吉塚站前巴士站、吉塚站（站內）巴士站
- 福岡外語専門學校
- 博多女子中學·高等學校（日语：博多女子中学校・高等学校）
- 博多稅務署
- 福岡市東公園（日语：東公園 (福岡市)）
  - 元寇史料館
- 福岡市民病院
- 福岡廳舍（日语：福岡県庁舎）
- 福岡縣警察（日语：福岡県警察）總部
- 福岡縣國保會館
- 福岡縣吉塚合同廳舍
- 博多太陽山酒店
- 馬出九大醫院前站 - 福岡市地下鐵箱崎線
- 九州大學醫院、醫學部、齒學部、藥學部
- 十日惠比須神社（日语：十日恵比須神社）
- 福岡市立千代小學（日语：福岡市立千代小学校）
- 福岡市民體育館（日语：福岡市民体育館）
- 千代文化體育中心
- 巴比龍廣場（PAPILLION PLAZA）（日语：パピヨンプラザ）
- 福岡縣立博多青松高等學校（日语：福岡県立博多青松高等学校）
- 福岡縣立福岡高等學校（日语：福岡県立福岡高等学校）
- 福岡市立馬出小學（日语：福岡市立馬出小学校）
- 博多醫療專門學校 （页面存档备份，存于）
- 西鐵吉塚自動車營業所（日语：西日本鉄道吉塚自動車営業所）
- 藥品11藥局市民醫院前店
- youme Town博多（日语：ゆめタウン博多）
- JR九州巴士「馬出」巴士站

### 東出口
- 福岡縣中小企振興中心
- 大賀藥局吉塚站東口店
- 福岡縣道607號福岡篠栗線（日语：福岡県道607号福岡篠栗線）(舊國道201號（日语：国道201号）)
- 西鐵巴士吉塚二丁目巴士站
- Marushoku（日语：マルショク）吉塚站東店
- 福岡市立東吉塚小學
- 西日本都市銀行吉塚分店
- 青栁橘會館（殯儀館）
- 福岡銀行吉塚分店
- 福岡市立吉塚小學（日语：福岡市立吉塚小学校）
- 福岡市立吉塚中學（日语：福岡市立吉塚中学校）

## 相鄰車站
九州旅客鐵道
鹿兒島本線
- 部分特急「閃耀」「音速」「日輪喜凱亞」停車站
- 特急「鷗」終點站（只限部分班次，博多站至此站為普通列車）

■快速
千早（JA03）－吉塚（JA01）－博多（00）
■區間快速
千早（JA03）－（部分列車停箱崎（JA02））－吉塚（JA01）－博多（00）
■普通
箱崎（JA02）－吉塚（JA01）－博多（00）
福北豐線
- 特急「魁皇」停車站

■快速、■普通
柚須（JC02）－吉塚（JA01）－博多（00）

### 曾經存在的路線
日本國有鐵道
勝田線
吉塚－御手洗

## 注腳
1. ↑  . JTB. 1998.
2. ↑  ，另外在多客時期運行的臨時特急「有田陶器市（九十九島）綠／豪斯登堡96號」以此站為終點站，該列車也是在博多站至此站之間為普通列車。
3. ↑  . 日本經濟新聞. 1987-02-03: 17.
4. ↑  『交通年鑑 昭和63年版』 交通協力會，1988年3月。
5. ↑  今村都南雄 『民営化の效果と現実NTTとJR』 中央法規出版，1997年8月。ISBN 978-4805840863
6. ↑  . 交通新聞 (交通新聞社). 2004-03-17: 1.
7. ↑  . 交通新聞 (交通新聞社). 2009-03-03: 1.
8. ↑  . www.jrte.co.jp.   [2019-04-12]. （原始内容存档于2017-06-26）.
9. 1 2   (PDF). 九州旅客鉄道株式会社.   [2021-12-23]. （原始内容存档 (PDF)于2022-01-27） （日语）.
10. 1 2   (PDF). 九州旅客鐵道.   [2018-07-13]. （原始内容存档 (PDF)于2019-12-06）.
11. ↑  ふくおかデータウェブ 九州旅客鉄道駅別乗車人員 （页面存档备份，存于） - 福岡縣
12. ↑  在正式路線名稱中，為篠栗線（桂川站至此站之間）和鹿兒島本線（此站至博多站之間）。

## 外部連結
- JR九州 – 吉塚車站 （页面存档备份，存于）（日語）